# Ministério dos Negócios Estrangeiros (Portugal)
O Ministério dos Negócios Estrangeiros (MNE) é o departamento do Governo de Portugal, responsável pela formulação, coordenação e execução da política externa. O MNE é, commumente, apelidado de “Necessidades” em virtude de ter a sua sede no Palácio das Necessidades em Lisboa.

## História
Embora a atividade diplomática em Portugal tenha uma longa história, remontando ao Condado Portucalense, a primeira Secretaria de Estado vocacionada para os assuntos de Estado foi criada pelo Rei D. João IV após a Restauração, através de alvará de 29 de novembro de 1643.  A esta Secretaria de Estado cabiam as matérias relativas a negociações (tratados, casamentos e alianças), à comunicação com estadistas estrangeiros sobre paz e guerra e ao envio de agentes diplomáticos para o exterior.
Mais tarde, a reorganização da Administração Pública na primeira metade do século XVIII, imposta pela experiência, traduziu-se, pelo Alvará de 28 de julho de 1736, na criação de três secretarias de Estado - a dos Negócios Interiores do Reino, a da Marinha e dos Domínios Ultramarinos e a dos Negócios Estrangeiros e da Guerra - em substituição das antigas secretarias da Assinatura, das Mercês e de Estado. Data, portanto, desse Alvará a existência de uma secretaria de Estado dedicada aos Negócios Estrangeiros, embora só em 1738 haja tido lugar a posse efetiva do primeiro secretário de Estado.
Anexos mantiveram-se, numa mesma secretaria, os Negócios Estrangeiros e os da Guerra, com uma efémera separação de 6 de janeiro a 28 de julho de 1801, até que na Portaria da Junta Provisória do Governo de 27 de setembro de 1820 os dois ramos da Administração Pública aparecem distintos e entregues à direcção de pessoas diversas. Esta separação foi confirmada definitivamente pela Carta de Lei de 12 de junho de 1822, que reorganizou as secretarias de Estado, passando então a existir definitivamente a Secretaria de Estado dos Negócios Estrangeiros.
Sempre à Secretaria de Estado dos Negócios Estrangeiros, através de todos os diplomas que regulam o seu funcionamento, foram atribuídas as matérias que ainda hoje competem ao Ministério dos Negócios Estrangeiros. A partir de meados do século XIX, a designação “ministério” começa a ser usada preferencialmente à de “secretaria de Estado” para designar os departamentos governamentais, passando a usar-se o termo “Ministério dos Negócios Estrangeiros” para designar aquele departamento.

## Missão
O Ministério dos Negócios Estrangeiros (MNE) formula, coordena e executa a política externa de Portugal. Cabe ao MNE assegurar a representação do Estado português junto de outros países e de organizações internacionais, através da sua Rede Externa de embaixadas, missões permanentes e postos consulares. Assim, o Ministério é responsável pela atuação de Portugal no plano exterior, sendo que Durão Barroso, enquanto Ministro dos Negócios Estrangeiros, caracterizou a atuação do Ministério, quando afirmou que “o MNE é o especialista nas questões políticas, mas concomitantemente o generalista em todas aquelas – económicas, culturais, ou outras – que, de alguma forma, tenham relevância para a defesa ou promoção dos nossos interesses no plano internacional” 
De acordo com o seu site, o MNE tem como responsabilidades, entre outras, “a proteção dos cidadãos portugueses no estrangeiro, a condução de negociações internacionais e de processos de vinculação internacional (acordos e tratados) do Estado português, a condução e coordenação da participação portuguesa no processo de construção europeia e a promoção de relações de cooperação e amizade com os diversos parceiros internacionais”.  Adicionalmente, o MNE atua, por vezes, em articulação com outros ministérios, em certos contextos internacionais, como sucede ao nível da atuação das Forças Armadas portuguesas no quadro de missões internacionais em que Portugal esteja inserido.
A ação externa do MNE, em questões relacionadas com Cooperação para o Desenvolvimento, e promoção da língua e cultura portuguesa, é responsabilidade do Camões - Instituto da Cooperação e da Língua, I. P., que atua sob a superintendência e tutela do Ministro dos Negócios Estrangeiros.
Para além da sua Rede Externa, o MNE possui serviços centrais que funcionam no Palácio das Necessidades (em Lisboa), os quais se ocupam da definição da política externa a seguir por Portugal, nas áreas multilateral e bilateral, da administração dos recursos humanos e do património do Estado, dos assuntos europeus e da área consular. Nesta última, os serviços centrais do MNE asseguram serviços de legalização de documentos e de apoio aos cidadãos residentes no estrangeiro, disponibilizados tanto em Lisboa como no Porto.

## Política externa portuguesa
É convencional afirmar que, após o 25 de abril, a política externa portuguesa se desenvolveu em três eixos, de acordo com as suas prioridades principais: o Atlântico, a Europa, e o mundo de expressão portuguesa. Se estes eixos efetivamente constituem prioridades para a política externa portuguesa, desde 1974, hoje três novos eixos emergem, com importância comparável aos tradicionais três eixos da política externa portuguesa, nomeadamente o acompanhamento e a valorização das comunidades portuguesas, a internacionalização da economia e o reforço do multilateralismo.
Os tradicionais três eixos, Europa, Atlântico, e Língua portuguesa, surgem naturalmente em consequência das realidades históricas e geográficas portuguesas. Portugal é um país europeu, mas não continental. É sobretudo um país atlântico, mas encontra-se culturalmente inserido no contexto mediterrânico. É periférico e de média dimensão no contexto europeu, mas a sua zona económica exclusiva é a terceira maior da União Europeia. A capital mais próxima de Lisboa é Rabat e não uma capital europeia. Tem apenas uma fronteira terrestre, estável há muitos séculos. Assim, desde antes do século XV que a política externa portuguesa se construiu no equilíbrio possível a cada momento, entre a pressão continental e as possibilidades que o oceano oferecia. Daí resultaram ciclos de aproximação ou afastamento ao continente europeu, a criação de alianças que contrariassem a influência da Espanha na península Ibérica, e a procura de um espaço próprio fora do continente europeu. Assim nasceu e se consolidou o mundo de expressão portuguesa, eixo sobretudo materializado na relação especial com os países africanos de língua oficial portuguesa, com o Brasil e Timor-Leste, consagrada hoje na CPLP. 
Após 1974, a prioridade portuguesa constitui a estabilização e legitimação internacional do novo regime democrático, com a prossecução destes três eixos a ser assumida, e consensual, constando, aliás, dos programas de todos os governos democráticos eleitos após 1976. Assim, Portugal procurou estabilizar-se como país europeu através do seu ingresso no projeto europeu, algo que alterou fundamentalmente as relações luso-espanholas, procurou consolidar a sua presença na NATO, da qual foi um membro fundador, e procurou desenvolver e fortalecer laços diplomáticos com o Brasil, integrar o espaço ibero-americano, e desenvolver relações profundas com os diversos estados africanos de língua portuguesa, e Timor-Leste.
Paralelamente, as diversas ondas migratórias que ocorreram a partir do final do século XIX, levaram a que hoje, cerca de um terço da população com nacionalidade portuguesa, ou que a ela tem direito pelo nascimento, se encontre fora do território português, concentrada em comunidades diversas e distintas. Assim, a política externa portuguesa assumiu-se como focada e preocupada em responder às necessidades destas comunidades de origem portuguesa, que ganharam uma relevância tal, que é pertinente e natural distingui-las do eixo referente ao mundo de língua portuguesa, autonomizando-se de tal forma que constituem hoje, naturalmente, um quarto eixo orientador da ação externa portuguesa.
Além desta quarta dimensão, a política externa portuguesa, e o país em si, ao longo das últimas décadas, registou um forte movimento em direção da internacionalização económica. Este desenvolvimento foi consubstanciado através da criação da nova Secretaria de Estado da Internacionalização no Ministério dos Negócios Estrangeiros, e constitui-se hoje como uma clara linha de ação da política externa portuguesa, e um eixo essencial para a compreensão, e o sucesso, desta. 
Simultaneamente, Portugal procurou consolidar e alargar a sua presença no plano multilateral, em diversas organizações, mas sobretudo no quadro das Nações Unidas. A presença portuguesa constitui a face visível de uma opção consciente em valorizar e defender o multilateralismo enquanto princípio, objetivo e prática no exercício da política externa portuguesa, constituindo assim o multilateralismo um sexto eixo orientador da política externa portuguesa.
Conceptualmente, estas seis dimensões ilustram e caracterizam a ação exterior de Portugal, no presente, sendo essenciais para a consolidação democrática, estabilidade, e desenvolvimento socioeconómico que Portugal atravessou no pós-25 de abril.

## Estrutura orgânica
O Ministério dos Negócios Estrangeiros, tem competências sobre os seguintes serviços integrados na administração direta do Estado, organismos integrados na administração indireta do Estado, órgãos consultivos e outras estruturas: 

### Serviços centrais
- Secretaria-Geral; 
  - Direção de Serviços de Cifra e Informática
  - Fundo para as relações Internacionais, IP
  - Comissão Nacional da UNESCO
  - Protocolo de Estado;
  - Departamento Geral de Administração;
  - Departamento de Assuntos Jurídicos;
  - Instituto Diplomático;
- Direção-Geral de Política Externa; 
  - Comissão Interministerial de Política Externa;
- Inspeção-geral Diplomática e Consular;
- Secretário de Estado dos Negócios Estrangeiros e da Cooperação
  - Comissão Nacional para os Direitos Humanos

- Camões — Instituto da Cooperação e da Língua, I. P.; 
  - Comissão Interministerial para a Cooperação
    - Conselho Consultivo para a Língua e Cultura Portuguesas
- Fórum da Cooperação para o Desenvolvimento

- Secretário de Estado dos Assuntos Europeus; 
  - Comissão Interministerial para os Assuntos Europeus;
  - Direção-Geral dos Assuntos Europeus
    - Comissão Interministerial de Limites e Bacias Hidrográficas Luso-Espanholas (em coordenação com os Ministérios do Ambiente e do Mar); 3
    - Comissão Luso-Espanhola para a Cooperação Transfronteiriça;

- Secretário de Estado das Comunidades Portuguesas
  - Direção-Geral dos Assuntos Consulares e das Comunidades Portuguesas;
    - Conselho das Comunidades Portuguesas
- Secretário de Estado da Internacionalização
  - Agência para o Investimento e Comércio Externo de Portugal, EPE

### Serviços periféricos externos
- Embaixadas;
- Missões e representações permanentes e missões temporárias;
- Postos consulares.

## Lista de titulares da pasta dos Negócios Estrangeiros
A história do cargo de Ministro dos Negócios Estrangeiros remonta a 15 de março de 1830, com o estabelecimento da Regência liberal na Ilha Terceira, no contexto das Guerras Liberais, sendo que nessa data Luís Mouzinho de Albuquerque foi nomeado como Ministro e Secretário de Estado dos Negócios Estrangeiros.  Atualmente o cargo é ocupado por Paulo Rangel, como Ministro dos Negócios Estrangeiros de Portugal.

## Sede

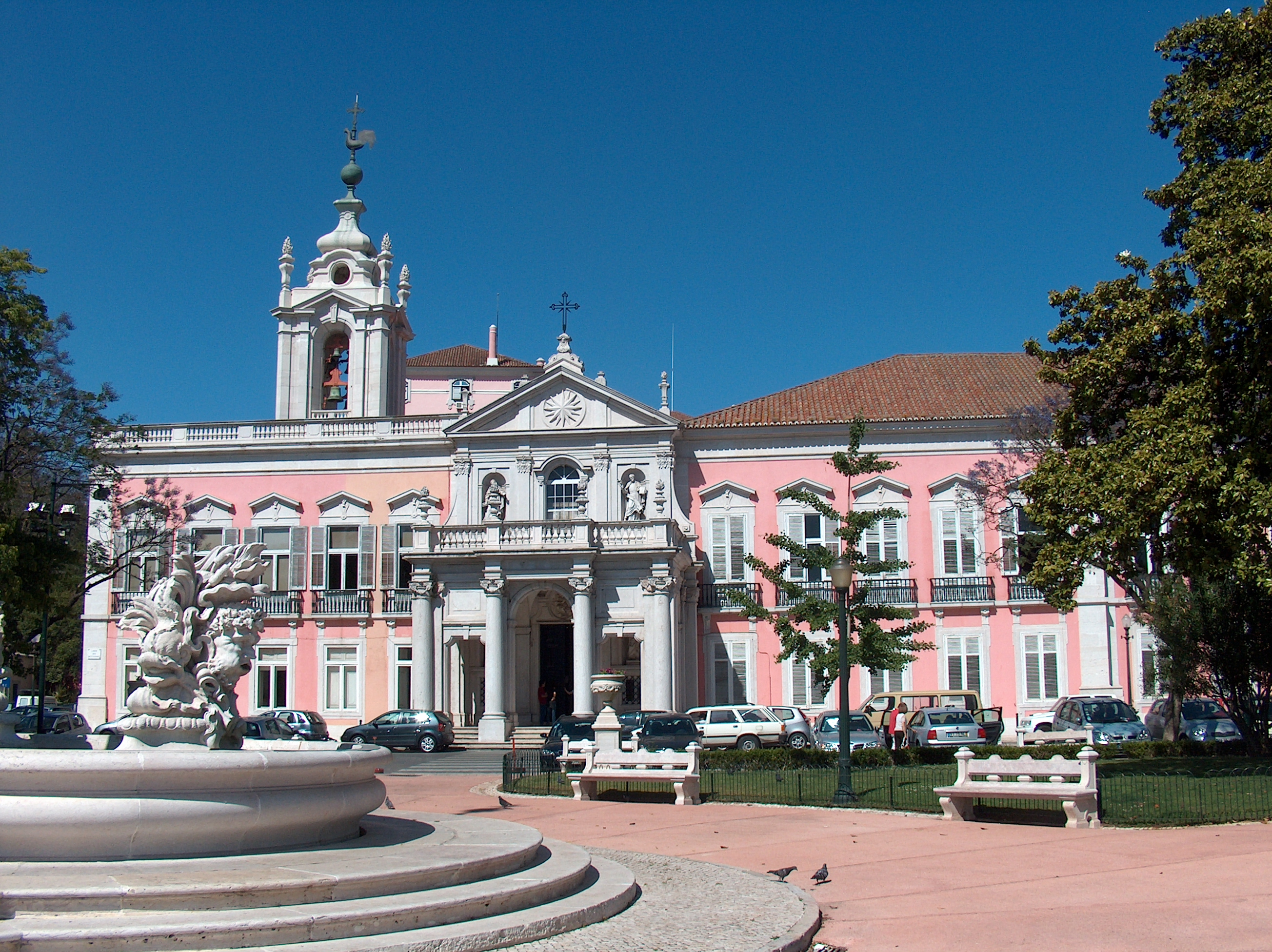
Palácio das Necessidades: sede do Ministério dos Negócios Estrangeiros.

O Ministério dos Negócios Estrangeiros encontra-se, desde maio de 1952, instalado no Palácio das Necessidades, local para onde se deslocou das suas instalações no Terreiro do Paço, que ocupara desde 1926.
O Palácio constitui o complexo arquitetónico formado por igreja, convento e o paço real construído entre 1743 e 1752. Este palácio é um exemplo da arquitetura barroca joanina, sendo visível a influência italiana que marcou a produção arquitetónica sob patrocínio régio, durante o período joanino. O Palácio apresenta uma planta complexa, com um resultado natural da articulação dos diversos corpos distintos que o constituam, e que se concentram em redor de dois pátios quadrangulares. 
O Palácio, localizado no Largo do Rilvas, na freguesia da Estrela (Prazeres), em Lisboa, tem uma longa e rica história, tendo sido, em diversos momentos da sua história, uma ermita, um convento, um palácio destinado à receção de dignatários estrangeiros, a Residência Real, um Quartel da Guarda Nacional Republicana, antes de, finalmente, ser ocupado pelo Ministério dos Negócios Estrangeiros, que permanece até hoje no Palácio.
O seu caráter de residência real, sobretudo durante o século XIX e o início do século XX, levou a que este palácio fosse palco de diversos acontecimentos históricos durante o período da monarquia constitucional, desde a reunião das Cortes Gerais e Extraordinárias da Nação Portuguesa, que viriam a aprovar a primeira Constituição Portuguesa, e que decorreram precisamente no Palácio das Necessidades, até ao 5 de outubro de 1910, data em que a monarquia é destituída, e em que o Palácio, devido ao seu estatuto de residência real, é bombardeado por forças afetas à causa republicana. Ao longo deste período diversas obras de arte foram reunidas pela família real portuguesa no palácio, sendo que muitas delas seguiram com o Rei D. Manuel II para o seu exílio, e um número significativo das coleções restantes foram transferidas para o museu do Palácio da Ajuda e para o Palácio da Pena.
Efetivamente, a forte presença da História, ao longo dos séculos contribui para conceder a este monumento um caráter único e de inegável valor para Portugal, constituindo o Palácio das Necessidades uma referência única para as funções de representação externa inerentes ao Ministério dos Negócios Estrangeiros, sendo que a associação entre Palácio das Necessidades e Ministério dos Negócios Estrangeiros é de tal modo forte que este é frequentemente referido apenas como “Necessidades”, termo por vezes também utilizado em referência à política externa portuguesa. 

## Rede Diplomática Exterior
A rede diplomática de Portugal estende-se por 133 postos, dos quais 76 são embaixadas, 48 consulados e 9 representações e missões permanentes. Não se contabilizam aqui as secções consulares nas embaixadas. , sendo que 29 das embaixadas se encontram na Europa, 18 em África, 16 na Ásia, 12 nas Américas e 1 na Oceânia. Portugal tem ainda 216 consulados honorários, divididos entre 82 nas Américas (26 só no Brasil), 68 na Europa, 40 na Ásia, 31 em África e 5 na Oceânia. 